# Loreto Aprutino
Loreto Aprutino est une commune de la province de Pescara, dans les Abruzzes, en Italie.

## Administration
| Période                                  | Période  | Identité      | Étiquette | Qualité |
| ---------------------------------------- | -------- | ------------- | --------- | ------- |
| 5 avril 2005                             | En cours | Bruno Passeri |           |         |
| Les données manquantes sont à compléter. |          |               |           |         |

### Hameaux
Acquamorta, Belvedere, Bufarale, Burlesco, Camposacro, Cancelli, Cardito, Cartiera, Casafora, Castelluccio, Cecalupo, Collatuccio, Collecera, Collefreddo, Collepalma, Colle Carpini, Colle Cavaliere, Colle Ospedale, Cordano, Cupello, Farina, Ferrauto, Fiorano, Fiume, Fontemaggio, Fonte Murata, Fornace, Galliano, Gallo, Gomma, Lauriana, Madonna degli Angeli, Moscone, Muretto, Palazzo, Pallante, Pantano, Passo Cordone, Paterno, Piano della morte, Poggio Ragone, Pozzelle, Pretore, Pretosa, Remartello, Rielli, Rotacesta, Sablanico, Saletto, Salmacina, San Domenico, San Giovanni, San Pellegrino, San Quirico, Santa Maria in Piano, Scannella inferiore, Scannella Superiore, Scrizzetto, Sgariglia, Silvi, Valle Passeri, Valle Stella, Vicenne, Villa Erminia.

### Communes limitrophes
Catignano, Civitaquana, Civitella Casanova, Collecorvino, Moscufo, Penne, Pianella, Picciano.

## Sport
Le 24 mai 1994, la 3e étape du tour d'Italie 1994 s'est terminée à Loreto Aprutino avec la victoire de Gianni Bugno.